# 克利夫頓鎮區 (明尼蘇達州特拉弗斯縣)
克利夫頓鎮區（英語：Clifton Township）是位於美國明尼蘇達州特拉弗斯縣的一個行政鎮區。

## 地方資料
克利夫頓鎮區的面積為99.23平方千米，皆為陸地。根據2020年美國人口普查的數據，當地共有人口59人，而人口密度為每平方千米0.59人。